# Circe offre la coppa a Ulisse
Circe offre la coppa a Ulisse è un dipinto a olio su tela eseguito nel 1891 dal pittore britannico John William Waterhouse.
È la prima delle sue tre rappresentazioni del personaggio mitologico, seguita da Circe Invidiosa (1892) e Circe (1911).

## Descrizione
Il quadro è tratto da una scena descritta ne l’Odissea di Omero, nella quale Circe offre a Ulisse (come aveva già fatto con gli altri suoi compagni di viaggio) una pozione che lo avrebbe trasformato in animale (sennonché l'intervento di Ermes, che dona a Ulisse il moli, una farmaco magico da inserire nella coppa, impedirà che il fatto si compia, e Ulisse otterrà la liberazione dei sodali). Questo specifico momento viene narrato nel Canto X ai versi 312-315:
Essa in un trono mi fece sedere, dai chiovi d’argento,
istoriato, ricco; né ai piedi mancò lo sgabello.
Quindi, in un vaso d’oro mi pose un intriso, da berlo;
e, macchinando il mio male, l’aveva d’un farmaco infuso.

Traduzione di Ettore Romagnoli
Ulisse e la sua nave sono visibili nel riflesso dello specchio posto dietro il trono di Circe, mentre uno dei membri del suo equipaggio, trasformato in un cinghiale, è sdraiato accanto ai piedi della dea. Circe siede su un trono scolpito con due leoni scolpiti nei manici, regge una bacchetta magica nella mano sinistra e una coppa di veleno nella mano destra. I fiori viola dell'incenso che brucia sul treppiede sono sparsi sul pavimento, dove è disegnato un rospo.

## Stile

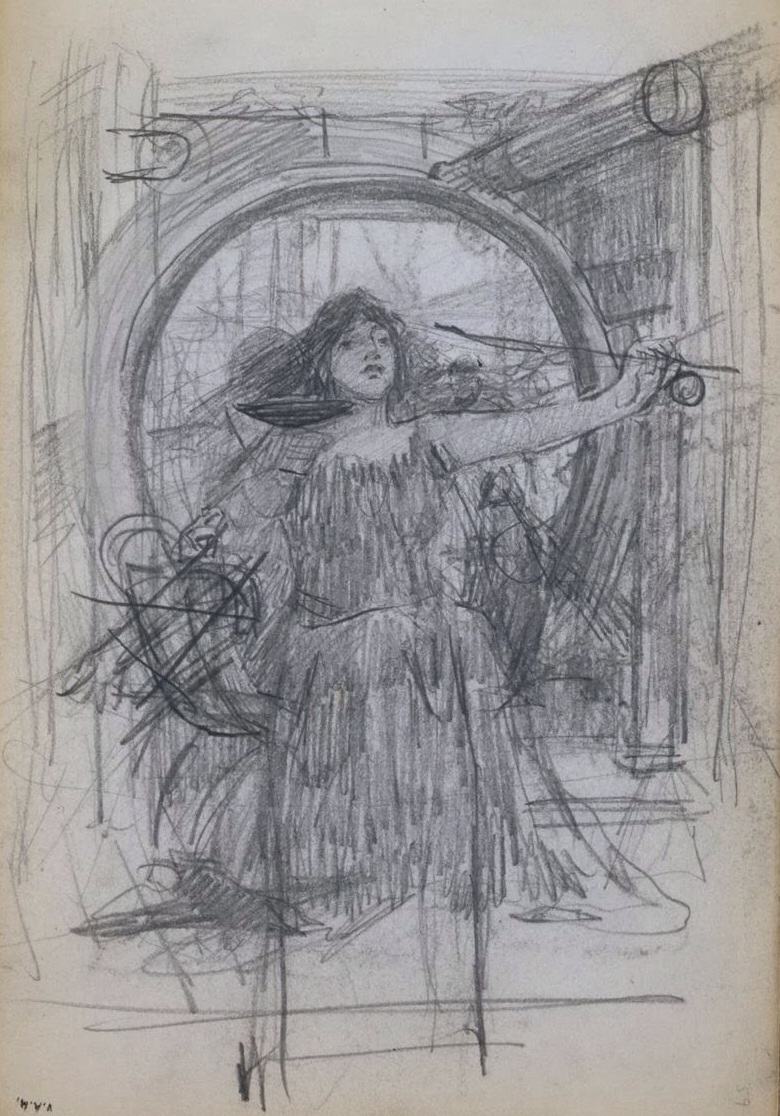
Studio realizzato con matita.

Il trono è posto più in alto di Ulisse, e l'atteggiamento di Circe nei confronti dell'eroe dimostra la sua superiorità. La dea viene idealizzata  vestendola di peplo azzurro traslucido e disegnandola in modo attraente; attorno a lei sono posizionati vari oggetti simbolici o allegorici.
Lo specchio circolare svolge più funzioni: mostrare che Circe è la figlia del titano del sole Elio, rispecchiare lo spazio retrostante la visuale, e raffigurare Ulisse e la sua nave ormeggiata nel porto. Inoltre esso racchiude, oltre ai due personaggi mitologici, la visuale dello spettatore, che così viene “trascinato” all'interno di quel mondo e reso partecipe.
Ulisse (il cui aspetto ricorda lo stesso Waterhouse) va incontro a Circe pur diffidando di lei, e il fatto che tenga in mano una spada implica che le intenzioni della dea saranno infrante.
Waterhouse ritrae altre volte la maliziosa Circe, il che viene più o meno interpretato come un segno del vivo interesse del pittore per questo personaggio. Considerato che nello stesso anno produce anche Ulisse e le Sirene, il tema di una donna che fa del male a un uomo risulta notevole. A causa di questa tendenza del lavoro di Waterhouse, si ritiene che Circe sia una metafora dell'ansia e della paura provate dalla società vittoriana e dalle donne.